# Domenico Cresti

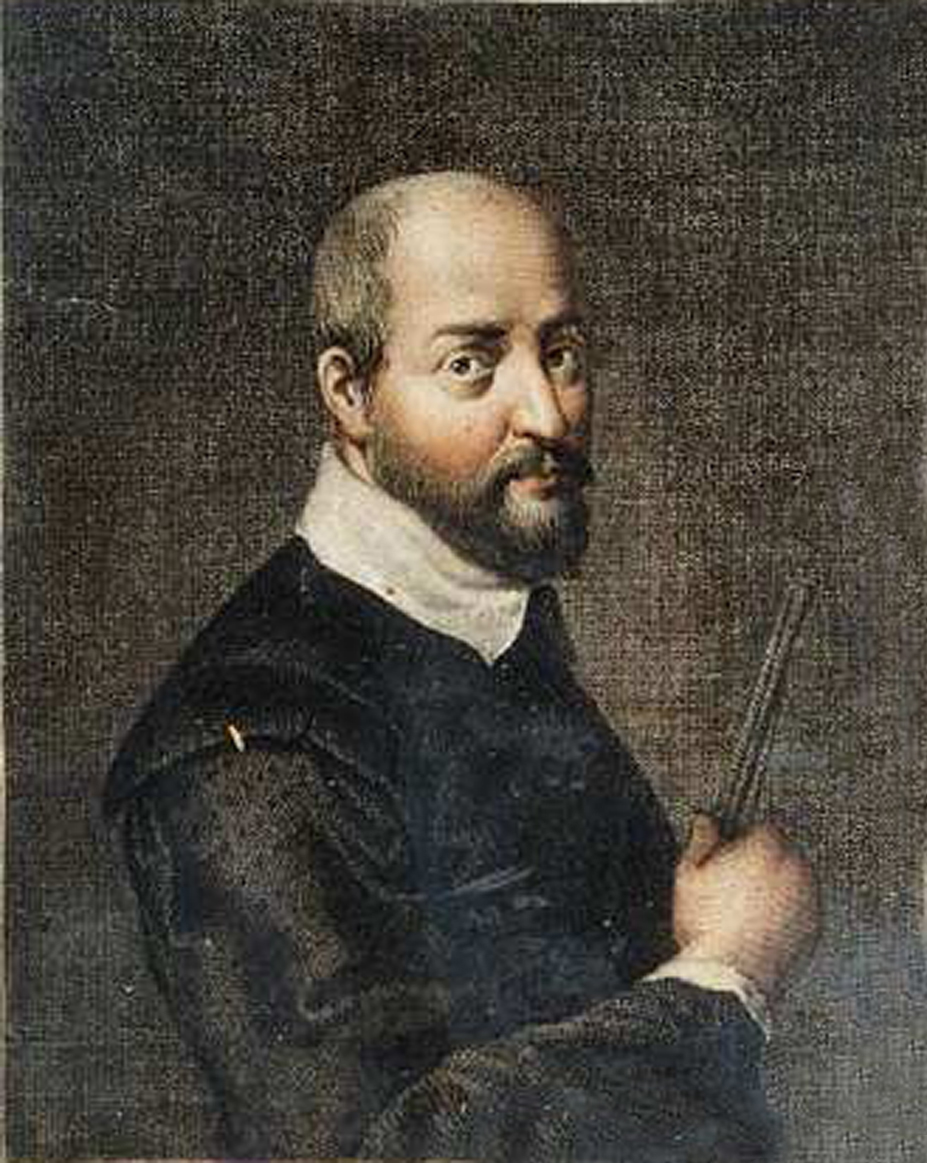
Domenico Cresti, Porträt

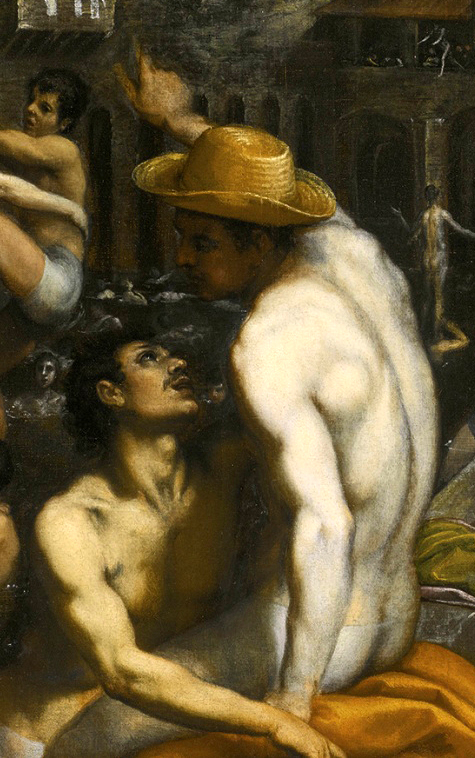
Zwei badende Männer bei San Nicolò, um 1600

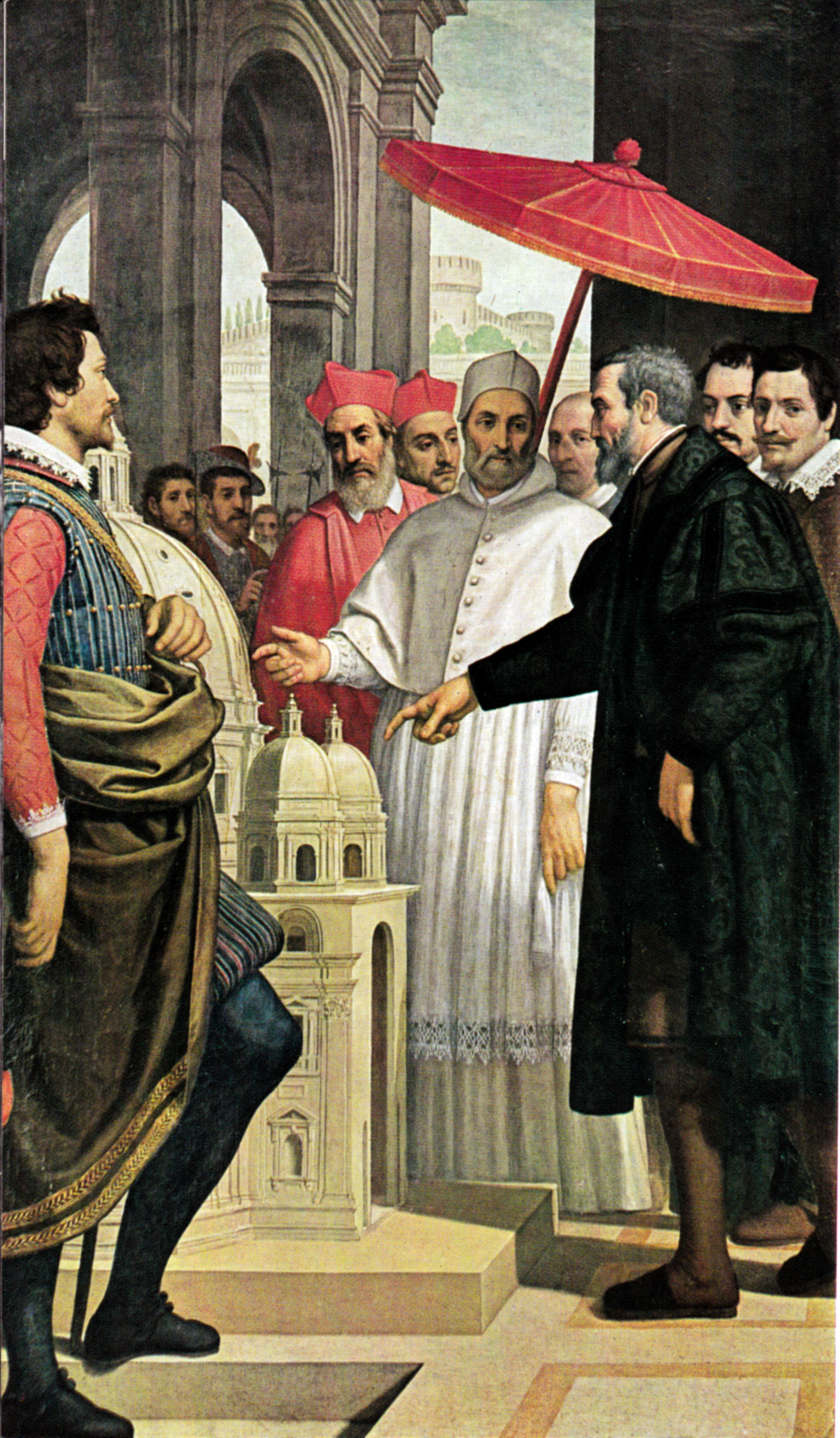
Michelangelo zeigt Papst Paul IV. das Modell von St. Peter, Casa Buonarroti, Florenz

Domenico Cresti (genannt Il Passignano, auch als Domenico Passignano bekannt; * um den 29. Januar 1559 in Badia a Passignano, Ortsteil von Barberino Tavarnelle; † 17. Mai 1638 in Florenz) war ein italienischer Maler der Spätrenaissance und des Manierismus.

## Leben
Cresti wurde als Sohn des Michele Cresti geboren. In anderen Quellen wird als Vater ein Cristofano Cresti genannt, der im Taufbuch der Pieve di San Pietro a Sillano angegeben sein soll. Auf Wunsch seines Vaters war er zunächst für eine Ausbildung in der Buchkunst vorgesehen. Da er sich jedoch frühzeitig für die Malerei interessierte, entschied dieser, dass er eine Ausbildung in Florenz bei Giovanni Battista Naldini und Girolamo Macchietti erhalten sollte. Auf Reisen nach Rom und Venedig lernte er den Stil von Jacopo Tintoretto kennen und wurde von diesem beeinflusst. Nach Venedig reiste er als Assistent von Federico Zuccari, der ihn mit der Ausführung der Fresken des Giorgio Vasari in Santa Maria del Fiore beauftragte.
Durch seine Gemälde wurde er schnell bekannt, er führte sie mit wenig Farbe aus. Dies ist der Grund, dass viele seiner Werke durch das Wetter beschädigt wurden. Cresti malte auch Porträts von berühmten Zeitgenossen wie Galileo Galilei und Michelangelo.
Er war Schwiegervater von Pietro Sorri.